# Tornes
Tornes is een plaats in de Noorse gemeente Hustadvika, provincie Møre og Romsdal. Tornes telt 419 inwoners (2007) en heeft een oppervlakte van 0,47 km².